# Berndt Seite
Berndt Seite (ur. 22 kwietnia 1940 w Hahnswalde) – niemiecki polityk i lekarz weterynarii, w latach 1992–1998 premier Meklemburgii-Pomorza Przedniego.

## Życiorys
Urodził się na Dolnym Śląsku koło Trzebnicy. W 1963 ukończył studia z medycyny weterynaryjnej na Uniwersytecie Humboldtów w Berlinie. Od 1964 do 1990 praktykował jako weterynarz w okręgu Röbel. Był aktywnym działaczem struktur kościelnych w ramach Evangelisch-Lutherische Landeskirche Mecklenburgs i od 1975 członkiem synodu. Od 1989 do 1990 przewodniczył zrzeszeniu lekarzy weterynarii w NRD.
W 1989 dołączył do Neues Forum. Po zjednoczeniu Niemiec został członkiem Unii Chrześcijańsko-Demokratycznej. Pełnił funkcję landrata w powiecie Röbel (1990–1991) i sekretarza generalnego CDU w Meklemburgii-Pomorzu Przednim (1991–1992). W latach 1992–1998 sprawował urząd premiera tego kraju związkowego. W 1992 przez kilka miesięcy był przewodniczącym Bundesratu.
Od 1994 do 2002 zasiadał w landtagu. Po odejściu z bieżącej polityki zajął się działalnością publicystyczną i pisarstwem.